# Mystacidium flanaganii
Mystacidium flanaganii är en orkidéart som först beskrevs av Harry Bolus, och fick sitt nu gällande namn av Harry Bolus. Mystacidium flanaganii ingår i släktet Mystacidium och familjen orkidéer. Inga underarter finns listade i Catalogue of Life.